# Kamaboko
Kamaboko (蒲鉾:かまぼこ) là một loại surimi được làm khô bằng muối, một sản phẩm hải sản đã chế biến phổ biển trong ẩm thực Nhật Bản.

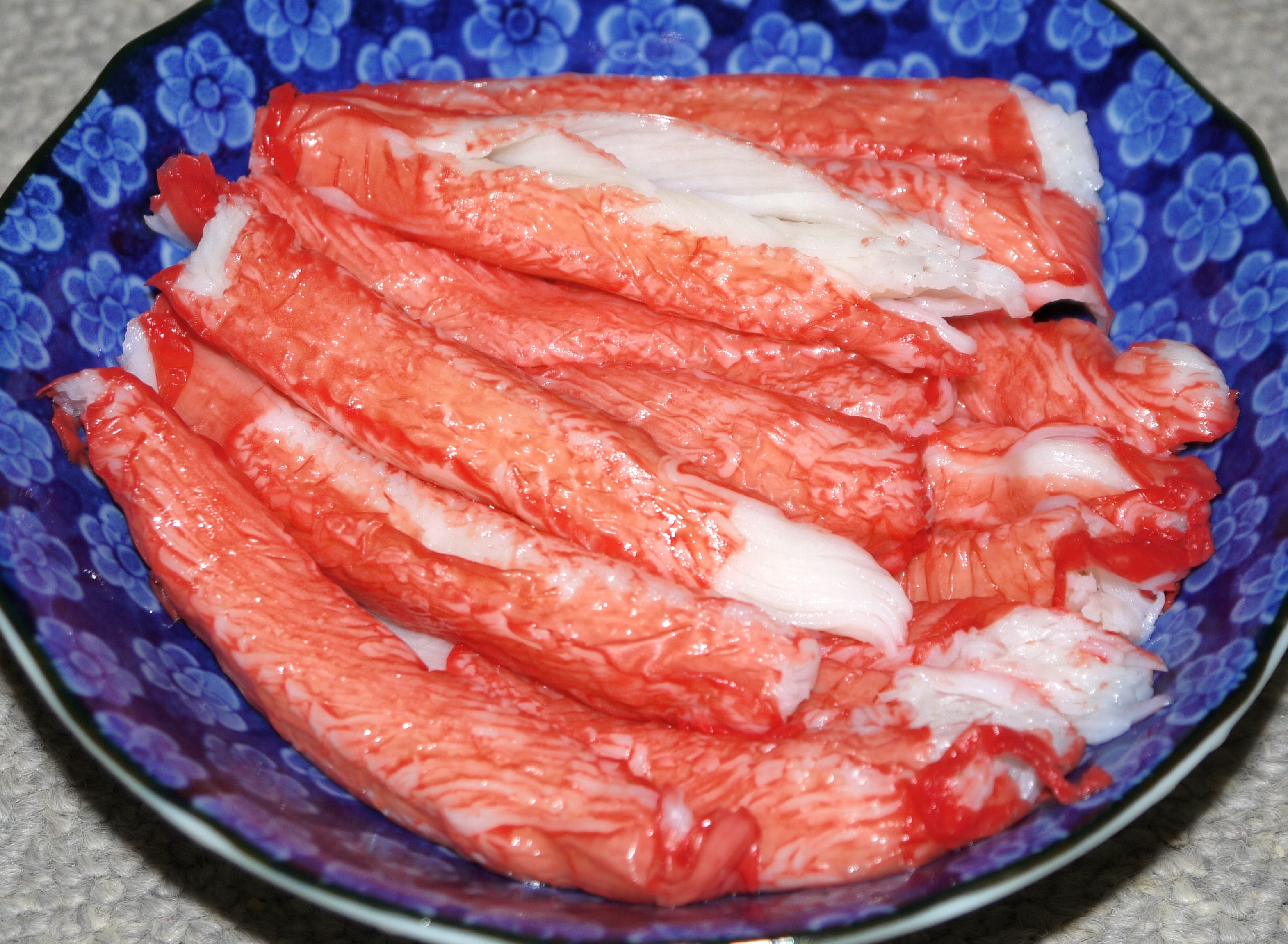
Thanh cua Sugiyo (Kani-kamaboko) Kaori-hako

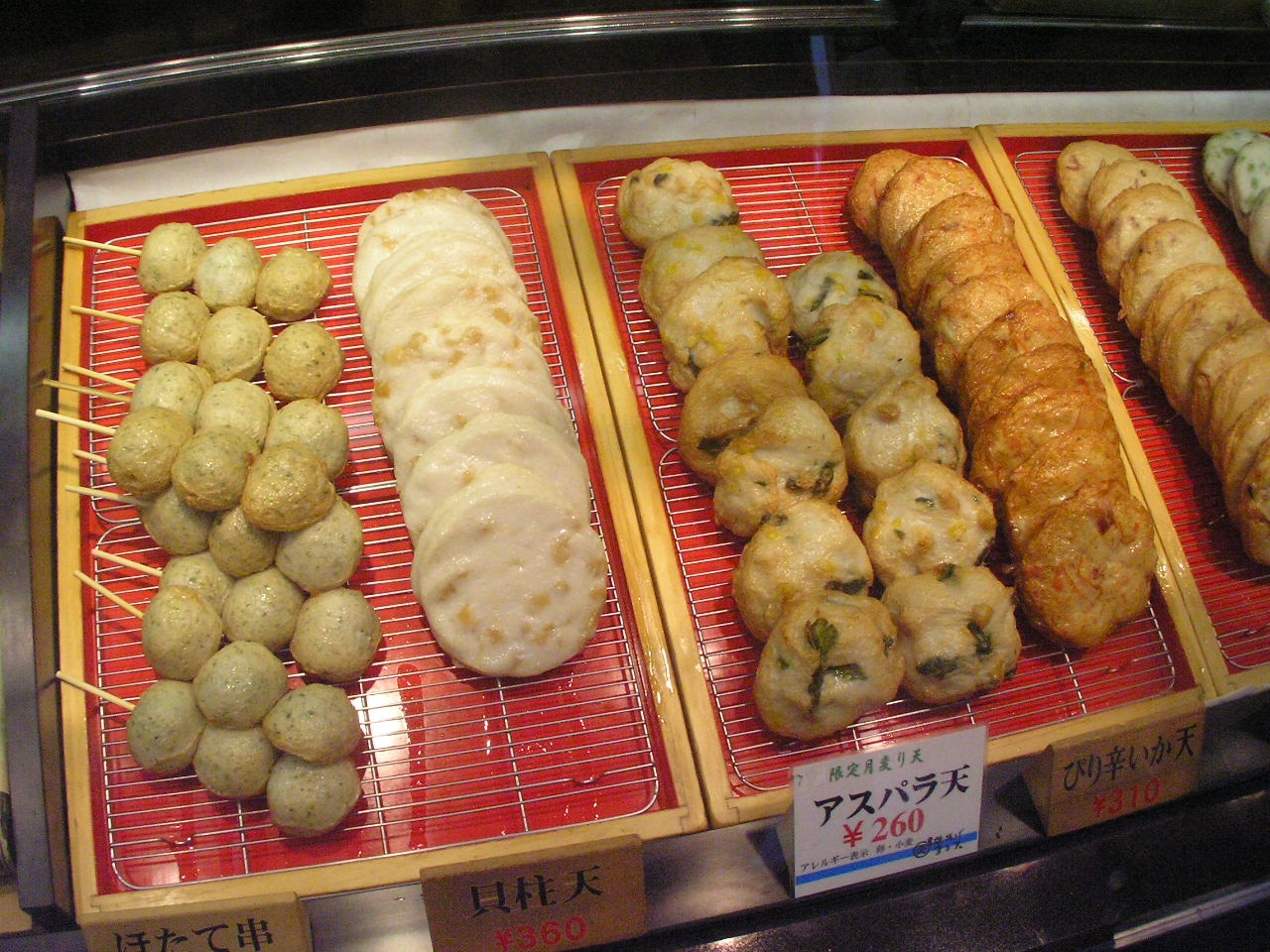
Satsuma-age

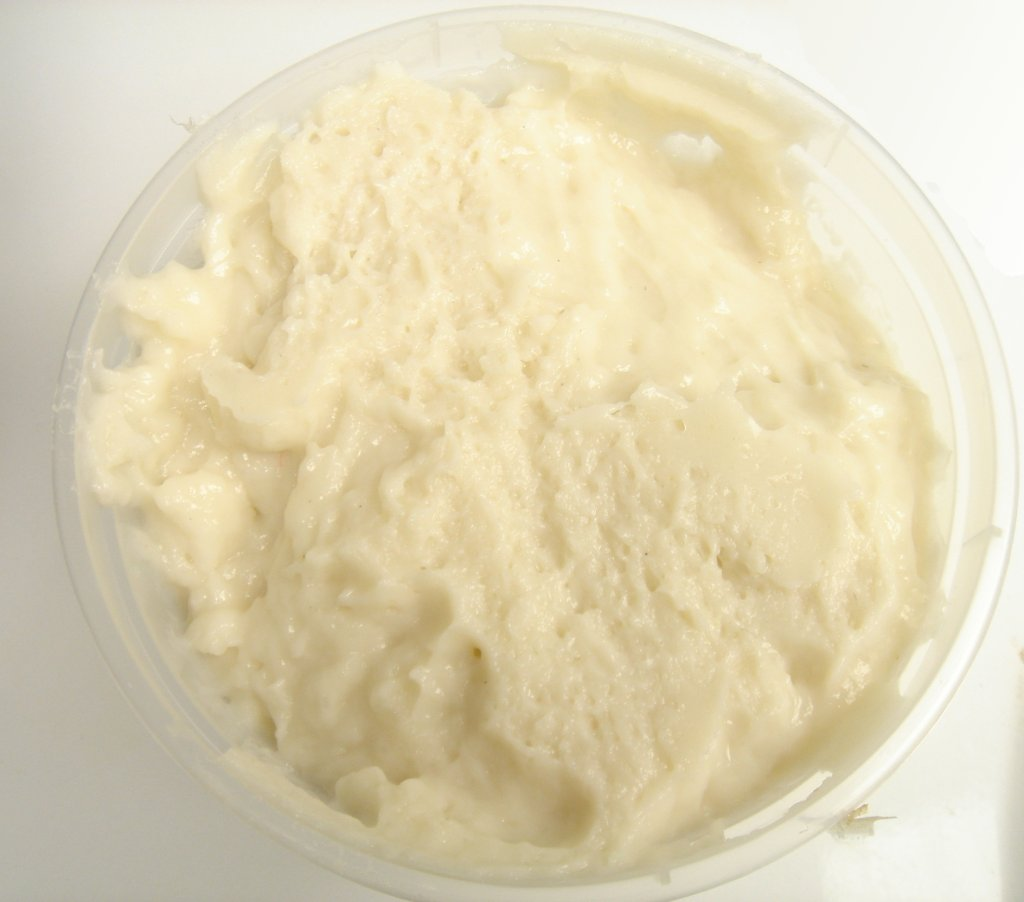
Một bát surimi cá chưa ướp để chế biến.

Nó được chế biến bằng cách tạo thành nhiều loại cá thịt trắng đã xay nhuyễn khác nhau với các chất phụ gia và hương liệu tự nhiên hoặc nhân tạo thành những miếng bánh cá đặc biệt, sau đó được hấp cho đến khi chín hoàn toàn và săn chắc. Chúng được cắt lát và phục vụ không cần làm nóng (hoặc làm lạnh) với các loại nước chấm khác nhau, hoặc thêm vào các món súp nóng, cơm hoặc các món mì. Kamaboko thường được bán dưới dạng bánh hình trụ, một số có hoa văn nghệ thuật, chẳng hạn như hình xoắn ốc màu hồng trên mỗi lát narutomaki, được đặt theo tên của xoáy nước thủy triều nổi tiếng gần thành phố Naruto của Nhật Bản. Ở tỉnh Miyagi, Sasa-Kamaboko (笹かまぼこ)  là một biến thể của kamaboko trong vùng, có màu trắng nhạt, được tạo thành hình lá tre và thường được nướng nhẹ ngay trước khi phục vụ.
Không có bản dịch tiếng Anh chính xác cho kamaboko. Các từ tương đương thô là "tương cá", "ổ cá", " chả cá " và " xúc xích cá ". Tsuji khuyên bạn nên sử dụng tên tiếng Nhật bằng tiếng Anh (ví dụ: ' sushi '). Món cá gefilte của người Do Thái Ashkenazi có một số điểm tương đồng.
Kamaboko trắng và có vỏ màu đỏ thường được phục vụ tại những bữa tiệc ăn mừng và bữa ăn kỳ nghỉ, vì màu đỏ và trắng được coi là mang lại may mắn.
Kamaboko được sản xuất tại Nhật Bản từ thế kỷ 14 sau Công nguyên và hiện đã có mặt trên khắp thế giới. Sản phẩm thịt cua mô phỏng kanikama (viết tắt của kani-kamaboko) là dạng surimi nổi tiếng nhất ở phương Tây. Ở Nhật Bản, món ăn vặt chīkama (phô mai và kamaboko) đóng gói sẵn thường được bán trong các cửa hàng tiện lợi. Ở thành phố Uwajima, một loại kamaboko chiên được gọi là jakoten rất phổ biến.

## Thành phần

### Lựa chọn cá
Kamaboko ban đầu được làm bằng cá trê băm nhỏ (Silurus asotus).
Cá thịt trắng được sử dụng để làm surimi (tiếng Nhật: 擂 り 身, nghĩa đen là " thịt xay ") bao gồm:
- Gà gáy (Parapristipoma trilineatum)
- Cá tráp vây vàng (Nemipterus virgatus)
- Cá thằn lằn (Synodontidae)
- Gissu Nhật Bản (Pterothrissus gissu)
- Các loài cá mập khác nhau (Selachimorpha)
- Cá minh thái Alaska (Theragra chalcogramma)
- Cá sấu trắng (Pennahia argentata)
- Bánh croaker Nibe (Nibea mitsukurii)
- Chim bồ câu có răng cưa (Muraenesox cinereus)
- Gnomefish (Scombrops boops)
- Bass đen
  - Cá vược miệng nhỏ (Micropterus dolomieu)
  - Cá vược miệng lớn (Micropterus salmoides)
  - Cá vược đen Florida (Micropterus floridanus)

## Ngày Kamaboko
Tổ chức Kamaboko của Nhật Bản đã quy định ngày 15 tháng 11 là Ngày Kamaboko, được thành lập vào năm 1983.

## Bên ngoài Nhật Bản

### Hawaii
Ở Hawaii, kamaboko da đỏ hoặc hồng có sẵn ở các cửa hàng tạp hóa. Đó là món chủ yếu của saimin, một loại mì phổ biến ở Hawaii được tạo ra từ sự pha trộn của các nguyên liệu Trung Quốc và Nhật Bản. Kamaboko đôi khi được gọi là bánh cá trong tiếng Anh.
Sau Thế chiến II, những túp lều quonset thừa của Quonset trở nên phổ biến như nhà ở ở Hawaii. Chúng được gọi là nhà kamaboko do hình dạng nửa hình trụ của túp lều Quonset, tương tự như kamaboko.

## Liên kết ngoại
- Suzuhiro Kamaboko - Cách làm Kamaboko